# Buloke
Buloke är en kommun i Australien. Den ligger i delstaten Victoria, omkring 280 kilometer nordväst om delstatshuvudstaden Melbourne. Antalet invånare var 6 201 vid folkräkningen 2016.
Följande samhällen finns i Buloke:
- Wycheproof
- Birchip